# Пучка
Пу́чка, щі́пка або дрі́бка — кількість речовини, що можна взяти трьома (рідше — двома) складеними пальцями руки; міра, яка широко використовується в кулінарії щодо сипучих речовин — солі, перцю та інших прянощів, соди, цукру, крохмалю тощо. Як правило в пучках вказують кількість необхідного інгредієнту в рецептах. Ця стародавня міра приблизна, але має достатню для кулінарії точність і використовується в багатьох кухнях світу — слов'янських, французькій, китайській, індійській.